# Günter Fandel
Günter Fandel (* 31. August 1943 in Köln) ist ein deutscher Wirtschaftswissenschaftler.

## Leben
Er studierte Mathematik und Physik an der Universität zu Köln von  1964 bis 1966 und Wirtschafts- und Sozialwissenschaften an der Universität Bonn von 1966 bis 1970. In Bonn legte er 1970 die Prüfung zum Diplom-Volkswirt ab. Nach der Promotion zum Dr. rer. pol. an der Rechts- und Staatswissenschaftlichen Fakultät der Universität Bonn 1972 wurde er 1976 zum ordentlichen Professor für Betriebswirtschaftslehre an der FernUniversität Hagen ernannt. Am 24. Mai 2007 wurde ihm die Ehrendoktorwürde durch die Wirtschafts- und Verhaltenswissenschaftliche Fakultät der Albert-Ludwigs-Universität Freiburg verliehen. Seit 1. September 2011 ist er Emeritus.
Seine Forschungsschwerpunkte sind Produktion und Materialwirtschaft, entscheidungsorientierte Betriebswirtschaftslehre, Einsatz von Multimedia in der Lehre, Multi Criteria Decision Making, Operations Research und Hochschulplanung.

## Schriften (Auswahl)
- Optimale Entscheidung bei mehrfacher Zielsetzung. Berlin 1972, ISBN 0-387-06064-2.
- Modelle zur Studienreform. Wirtschaftswissenschaften. München 1977, ISBN 3-87253-049-6.
- Optimale Entscheidungen in Organisationen. Berlin 1979, ISBN 0-387-09109-2.
- Produktions- und Kostentheorie. Berlin 1987, ISBN 0-387-17249-1.